# Jarvis Lang
Jarvis Christopher Lang (Greenville, 25 giugno 1971) è un ex cestista statunitense.